# Centro Instructivo del obrero

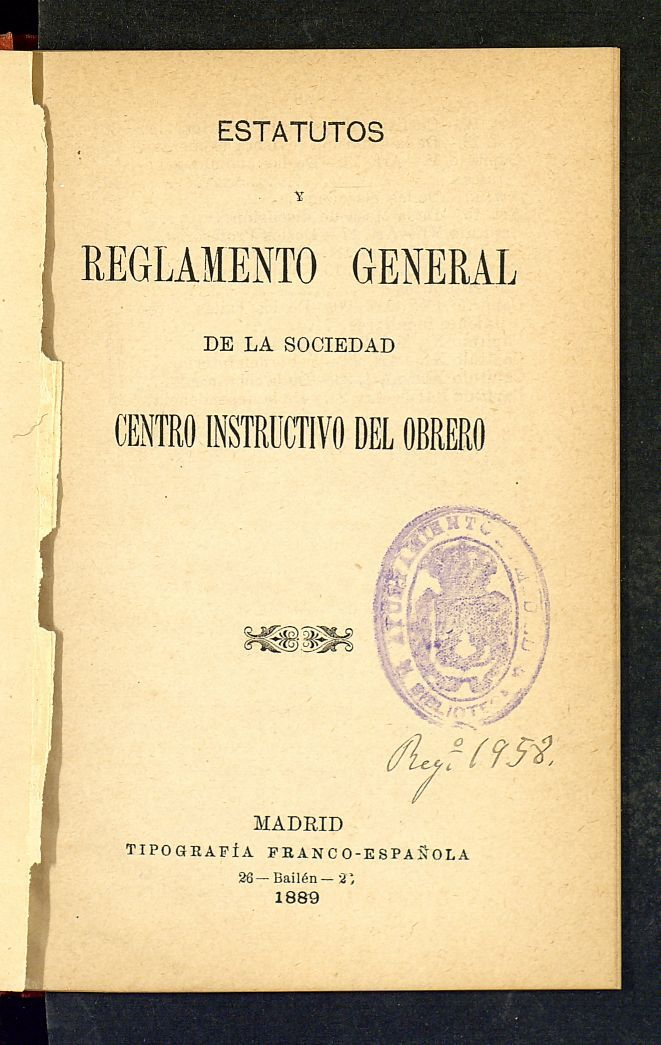
Estatutos y reglamento del Centro Instructivo del Obrero. Edición de 1889

El Centro Instructivo del obrero de Madrid, cuyos estatutos se publicaron en 1889, fue una sociedad creada en 1887 como centro de instrucción para las clases trabajadoras, con sede inicial en la calle de la Flor Alta número 9. Entres sus fundadores, directivos o socios de número estuvieron  Alberto Aguilera (presidente), Manuel Ortiz de Pinedo, Manuel Sanz Benito y José Jackson Veyán. Puede considerarse como uno de los establecimientos de esta índole pioneros en España y decano de los creados en Madrid y su provincia en el primer tercio del siglo xx, como tales sociedades o bien enunciados como Centros de Sociedades Obreras, Casas del Pueblo socialistas, Círculos de Obreros Católicos, o Centros Instructivo de Obreros Republicanos, teniendo su máximo exponente en las primeras Universidades Populares.

## Historia
Inaugurado de manera oficial el 9 de enero de 1887, se iniciaron las clases el 20 de ese mismo mes. Al año siguiente, profesores y alumnos (más de 900 en el curso 1887-1888) participaron de forma activa en el Certamen local organizado por el Ayuntamiento madrileño, de manera paralela a la Exposición universal celebrada en Barcelona, y abierto el 22 de septiembre de 1888. El total de 1389 obreros matriculados en aquel primer año se repartieron en los cursos de 

«Instrucción primaria para niñas, niños y adultos; dibujos lineal, figura, adorno, paisaje, copia de yeso, modelado en barro y perspectiva lineal; geometría aplicada á las artes, historia universal, tecnología popular, italiano é higiene pública y privada, gratuítas; gramática castellana, geografía, historia de España, francés y confección de flores, á razón de 3 pesetas la matrícula por todo el curso; caligrafía, letra de adorno, taquigrafía, contabilidad, teneduría de libros, solfeo, piano, física experimental, química industrial, ingles y alemán, á razón de 5 pesetas matrícula, también por todo el curso; pequeñísimos donativos que el Centro solicita de sus matriculados con el fin de significar en algún modo su gratitud á los dignísimos Profesores que, con un desinterés que raya en entusiasmo, con fe inquebrantable, acuden a esta clase de Sociedades á difundir la enseñanza entre las clases trabajadoras.

En enero de 1890 se renovó la junta directiva, siendo el presidente Augusto Suárez de Figueroa. En esa junta, el escritor Pedro J. Solas pasó a ser secretario general. El local de la calle de la Flor Alta albergó después, entre otros establecimientos, un popular salón de baile muy frecuentado por «la majeza madrileña» de comienzos del siglo xx.